# Ціноутворення
Ціноутво́рення — процес встановлення і розробки ціни на товари та послуги (цінності).
Базується на попиті, вартості, пропозиції, товарно-грошовому обігу.
- Витратне ціноутворення — ціноутворення, при якому в основу формування ціни закладають витрати виробництва та обігу.
- Кероване ціноутворення — становище в економіці, при якому ціни на окремі товари і послуги (цінності) визначаються урядовими органами, офіційними або неофіційними об'єднаннями постачальників, а також торговельними асоціаціями на основі ринкових механізмів.
- Пікове ціноутворення — встановлення ціни за використання споруд і обладнання або за товар і послугу (цінності) на вищому рівні, коли попит на них вищий, і на нижчому, коли попит нижчий.
- Ринкове ціноутворення — ціноутворення на основі взаємодії попиту та пропозиції.
- Централізоване державне ціноутворення — ціноутворення на основі призначення цін державними органами.
- Цільове ціноутворення — метод встановлення цін, при якому вони формуються таким чином, щоб одержати бажаний або якомога більший рівень доходу на вкладений капітал.

Установлення цін у межах товарного асортименту — установлення цінового інтервалу між товарами (цінностями), що входять до асортиментної групи, з огляду на різницю в їхній собівартості, на оцінку споживачами їхніх властивостей, а також на ціни конкурентів.

## Фактори ціноутворення
- 1) базові;
- 2) кон'юнктурні;
- 3) регулюючі.

Методи ціноутворення: — витрати плюс прибуток; — аналіз беззбитковості і забезпечення цілового прибутку; — орієнтація на попит; — орієнтація на рівень цін конкурентів; — на основі закритих торгів.

## Теорії ціноутворення

### Теорія трудової вартості
Під вартістю означає суспільно — корисну працю, втілену в товарі. Розробку теорії трудової вартості було розпочато представниками класичної політичної економії У. Петті, А. Смітом, Д. Рікардо та іншими. Свій подальший розвиток вона отримала в працях К. Маркса, який розробив учення про двоїстий характер праці, розкрив суперечність між приватною і суспільною, конкретною і абстрактною працею, споживною вартістю і вартістю товару, дослідив історичний процес розвитку обміну і форм вартості, розкрив природу і суть грошей як загального еквівалента. В його економічній концепції трудова теорія вартості та заснована на ній теорія додаткової вартості займають центральне місце. 

### Теорія витрат виробництва
Прихильники теорії витрат виробництва (Р. Торрент, Н. Сенйор себек та ін.) розглядають витрати виробництва як основу мінової
вартості і цін, вважаючи, що нова вартість створюється не лише живою, а й уречевленою працею, оскільки величина витрат виробництва залежить від цін на окремі їх елементи (предмети і засоби праці, робочу силу). 

### Теорія трьох факторів виробництва
Французький економіст Ж. Сей у теорії «трьох факторів виробництва і трьох джерел доходу» обґрунтував гармонійну взаємодію і значення в процесі виробництва капіталу, праці і землі. Кожен з цих факторів у міру своєї корисності і цінності робить внесок у створення вартості. В сучасних умовах необхідно враховувати, що в процесі виробництва бере участь і четвертий фактор — підприємництво. Підприємець організовує фірму і керує її діяльністю, має власність, знання, вміння, професіоналізм тощо, тому має право на винагороду, оскільки бере участь у створенні вартості.